# Конюшина люпинова
{{#ifeq:0|0|{{#if:|{{#if:Trifoliumlupinaster|[[]}}|}}}}
Конюшина люпинова (Trifolium lupinaster) — вид рослин родини бобові (Fabaceae), поширений у центральній і східній Європі та в помірній Азії до Японії.

## Опис
Багаторічна трав'яниста рослина 15–50(60) см завдовжки, від голої до злегка запушеної. Стебла прямостійні, нерозгалужені або розгалужені. Листки з 5, рідше 3–9 ланцетоподібних листочків. Листочки від ланцетних до лінійно-довгастих, 25–50 × 5–16 мм. Квіток 20–35 у кінцевих або пахвових головах. Квітки рожеві або лілово-пурпурові, 10–17 мм завдовжки. Чашечка 6–10 мм, рідко запушена; зубчики ниткоподібні. Віночок фіолетовий або білий, (10)12–20 мм. Боби сіро-коричневі, довгасті, 6–10 × 2–3 мм. Насіння (2)3–9, коричневе, яйцеподібне, 1.5-2 мм, гладке.

## Поширення
Поширений у центральній і східній Європі та в помірній Азії, до Японії.
В Україні зростає на луках, в чагарниках — У лісових і лісостепових районах Правобережжя, рідко. Декоративна.

## Галерея

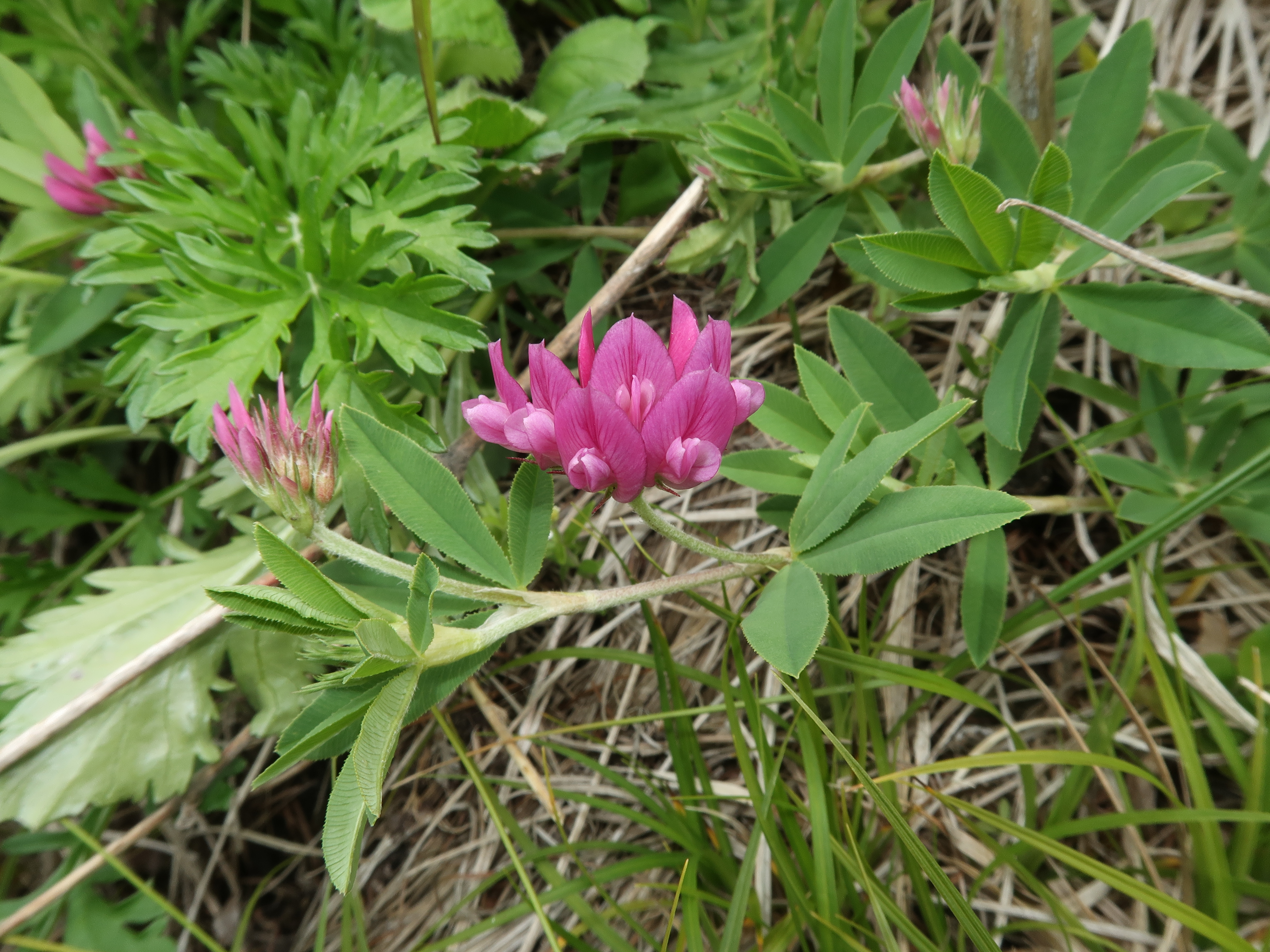
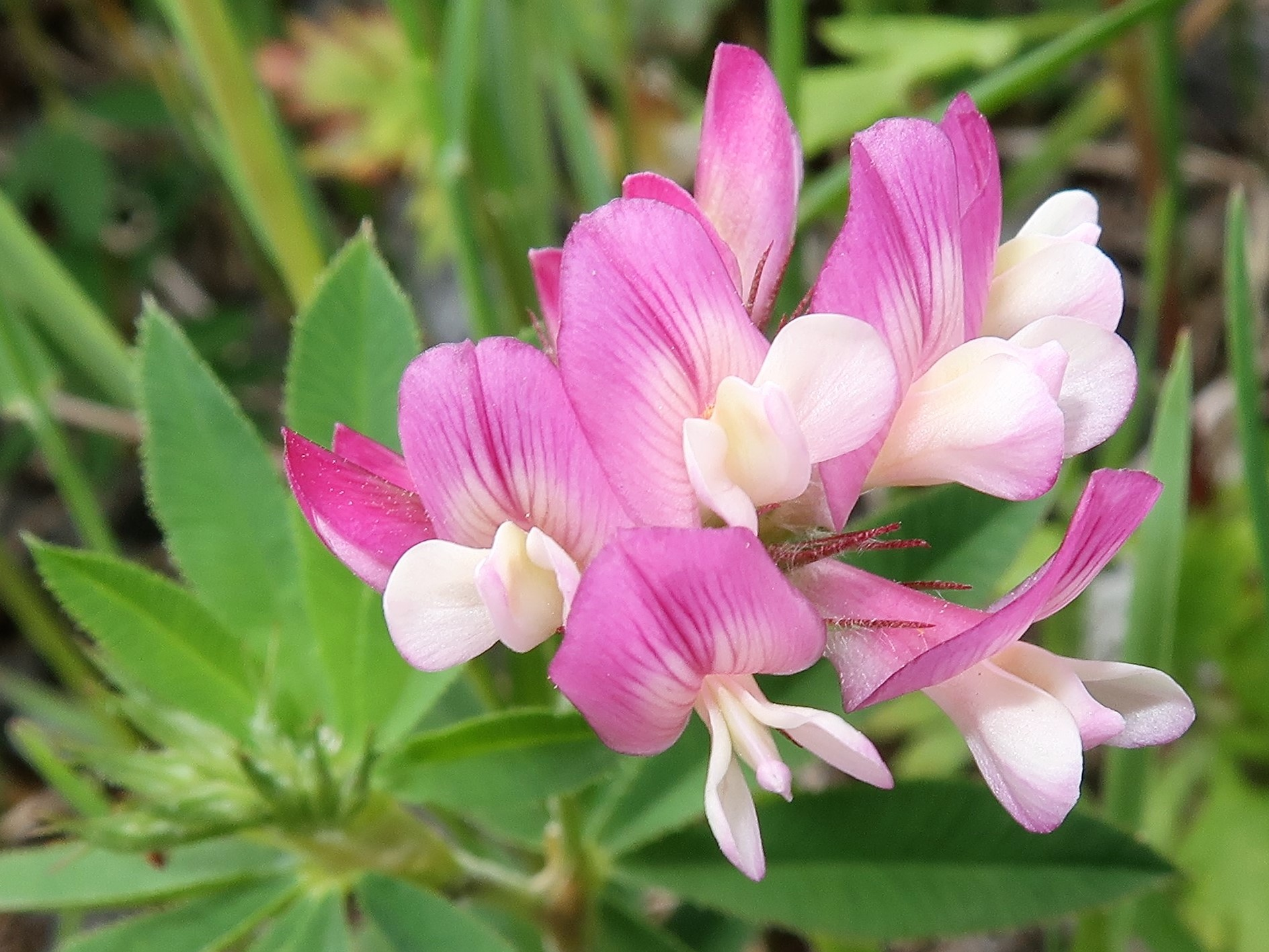